# Dakota Johnson
Dakota Mayi Johnson, ameriška filmska igralka in fotomodel, * 4. oktober 1989.
Dakota je hči filmskih igralcev Melanie Griffith in Dona Johnsona. Prvo vlogo je odigrala v komični drami Crazy in Alabama (1999) skupaj z materjo. Leta 2006 je bila izbrana za Miss Golden Globe.

## Filmografija

### Film
| Leto | Naslov                   | Vloga            | Opombe                   |
| ---- | ------------------------ | ---------------- | ------------------------ |
| 1999 | Crazy in Alabama         | Sondra           |                          |
| 2010 | The Social Network       | Amelia Ritter    |                          |
| 2010 | All That Glitters        | Dianica French   | kratki film              |
| 2011 | Beastly                  | Sloan Hagen      |                          |
| 2012 | For Ellen                | Cindy Taylor     |                          |
| 2012 | Goats                    | Minnie           |                          |
| 2012 | 21 Jump Street           | Fugazy           |                          |
| 2012 | The Five-Year Engagement | Audrey           |                          |
| 2012 | Transit                  | Elizabeth        | kratki film              |
| 2014 | Date and Switch          | Em               |                          |
| 2014 | Need for Speed           | Anita Coleman    |                          |
| 2014 | Closed Set               | Leading Lady     | kratki film              |
| 2015 | Fifty Shades of Grey     | Anastasia Steele |                          |
| 2015 | Cymbeline                | Imogen           |                          |
| 2015 | Chloe and Theo           | Chloe            |                          |
| 2015 | Black Mass               | Lindsey Cyr      |                          |
| 2015 | A Bigger Splash          | Penelope Lannier |                          |
| 2015 | In a Relationship        | Willa            | kratki film              |
| 2015 | Vale                     | Rachel           | kratki film              |
| 2016 | How to Be Single         | Alice Kepley     |                          |
| 2017 | Fifty Shades Darker      | Anastasia Steele |                          |
| 2017 | Suspiria                 | Susie Bannion    | film je v postprodukciji |
| 2018 | Fifty Shades Freed       | Anastasia Grey   | film je v postprodukciji |

### Televizija
| Leto    | Naslov              | Vloga       | Opombe                                   |
| ------- | ------------------- | ----------- | ---------------------------------------- |
| 2012–13 | Ben and Kate        | Kate Fox    | glavna vloga; 16 epizod                  |
| 2013    | The Office          | Dakota      | Epizod: "Finale"                         |
| 2015    | Saturday Night Live | Voditeljica | Epizoda: "Dakota Johnson/Alabama Shakes" |